# Chiesa di Santa Maria Bambina (Ortueri)
La chiesa di Santa Maria Bambina è un edificio religioso situato ad Ortueri, centro abitato della Sardegna centrale. Consacrata al culto cattolico, fa parte della parrocchia di San Nicola, arcidiocesi di Oristano.